# Stołpin (obwód lwowski)
Stołpin (ukr. Стовпин, Stowpyn) – wieś na Ukrainie, w obwodzie lwowskim, w rejonie złoczowskim (do 2020 roku w rejonie buskim). W 2001 roku liczyła 227 mieszkańców.
Za II Rzeczypospolitej do 1934 roku wieś stanowiła samodzielną gminę jednostkową w powiecie radziechowskim w woj. tarnopolskim. W związku z reformą scaleniową została 1 sierpnia 1934 roku włączona do nowo utworzonej wiejskiej gminy zbiorowej Toporów w tymże powiecie i województwie. Po wojnie wieś weszła w struktury administracyjne Związku Radzieckiego.